# Cyklický guanosinmonofosfát
Cyklický guanosinmonofosfát (zkratka cGMP) je cyklický guaninový nukleotid pracující jako druhý posel v eukaryotických buňkách. Funguje velmi podobně jako cAMP, ale jeho koncentrace v tkáni je ve srovnání s ním pouze asi pětiprocentní. CGMP vzniká z GTP činností guanylátcykláz. Cyklický GMP může aktivovat např. řadu cGMP-dependentních kináz.